# Ehrenzeichen für Verdienste um die Republik Österreich
Das Ehrenzeichen für Verdienste um die Republik Österreich ist die höchste staatliche Auszeichnung der Republik Österreich. Es wird seit 1952 verliehen und umfasst insgesamt 14 Ordensstufen.

## Überblick

Großes Goldenes Ehrenzeichen am Bande für Verdienste um die Republik Österreich, Ausführung für Herren als Collane

Das Ehrenzeichen für Verdienste um die Republik Österreich ist die wichtigste staatliche Ehrung, die gegenwärtig in Österreich vergeben wird.
Es wurde in seiner ersten Version mit dem Bundesgesetz vom 2. April 1952 über die Schaffung von Ehrenzeichen für Verdienste um die Republik Österreich, BGBl. Nr. 89/1952, durch den Bundesgesetzgeber (das sind der Nationalrat und der Bundesrat) geschaffen.
Mit dem mit 1. Jänner 2024 in Kraft tretenden Ehrenzeichengesetz und Änderung des Militärauszeichnungsgesetzes 2002, BGBl. I Nr. 132/2023 vom 15. November 2023, wurden die drei Ehrenzeichen des Bundes und das Militär-Verdienstzeichen auf eine neue rechtliche Basis gestellt. Damit wurde vor allem die Möglichkeit zur Aberkennung von verliehenen Ehren- und Verdienstzeichen sowohl zu Lebzeiten als auch nach dem Tode des Ausgezeichneten geschaffen und ist nun auch formal die unterste Stufe (Bronzene Medaille für Verdienste um die Republik Österreich) weggefallen. Darüber hinaus wurde der Zeitpunkt geändert, ab dem dem Bundespräsidenten kraft Gesetz der Groß-Stern des Ehrenzeichens für Verdienste um die Republik Österreich auf Lebenszeit verliehen ist (bis 2023: mit dem Tage seiner Wahl, ab 2024: mit dem Tage seiner Angelobung).
Die Verleihung des Ehrenzeichens in seinen verschiedenen Stufen erfolgt durch den Bundespräsidenten auf Vorschlag der Bundesregierung. Es kann für besondere Verdienste in allen Gebieten verliehen werden, besonders auf politischem, wirtschaftlichem, kulturellem, geistigem oder auch ehrenamtlichem Gebiet. Personen, denen das Ehrenzeichen verliehen wird, sind befugt, sich als dessen Besitzer zu bezeichnen, die zugehörigen Orden verblieben im Eigentum der Republik.
Außer dem hier besprochenen Ehrenzeichen für Verdienste um die Republik Österreich existieren in Österreich noch weitere Orden, Ehrenzeichen und Auszeichnungen des Bundes und der neun Bundesländer.
Ein gleichnamiges Ehrenzeichen für Verdienste um die Republik Österreich war bereits am 4. November 1922 gestiftet worden. Diese Auszeichnung wurde im Bundesstaat Österreich durch den Österreichischen Verdienstorden ersetzt, der bis zum Anschluss Österreichs 1938 verliehen wurde.

## Ordensstufen

Groß-Stern des Ehrenzeichens für Verdienste um die Republik Österreich

Großes Goldenes Ehrenzeichen am Bande für Verdienste um die Republik Österreich, Bruststern

Das Ehrenzeichen für Verdienste um die Republik Österreich umfasst heute 14 Stufen, wobei die einzelnen Insignien je nach Klasse nach Vorbild der Ehrenlegion nach Trageweise (am Schulterband zur Hüfte, am Hals, als Steckkreuz und am Band der Brust) und zusätzlich nach Material (Gold und Silber) unterschieden werden. Damit gehört das Ehrenzeichen der Republik Österreich zu den ausdifferenziertesten Verdienstorden der Welt, die selten mehr als zehn Ordensklassen, einschließlich der affiliierten Verdienstmedaillen, umfassen.
Die obersten fünf Klassen werden mit Bruststern getragen, die untersten zwei bestehen aus einer Medaille. Diese Aufteilung wurde 1953 durch das BGBl. Nr. 54/1953 festgeschrieben:
1. Groß-Stern des Ehrenzeichens für Verdienste um die Republik Österreich: Hüftdekoration mit Bruststern. Im internationalen Schema der Ordensabstufungen, das sich am Vorbild der französischen Ehrenlegion orientiert, entspricht er einer Sonderstufe des Großkreuzes
2. Großes Goldenes Ehrenzeichen am Bande für Verdienste um die Republik Österreich: Hüftdekoration mit Bruststern, entspricht einem Großkreuz 1. Klasse
3. Großes Silbernes Ehrenzeichen am Bande für Verdienste um die Republik Österreich: Hüftdekoration mit Bruststern, entspricht einem Großkreuz 2. Klasse
4. Großes Goldenes Ehrenzeichen mit dem Stern für Verdienste um die Republik Österreich: Halsdekoration mit Bruststern, entspricht einem Großoffizierskreuz 1. Klasse
5. Großes Silbernes Ehrenzeichen mit dem Stern für Verdienste um die Republik Österreich: Halsdekoration mit Bruststern, entspricht einem Großoffizierskreuz 2. Klasse
6. Großes Goldenes Ehrenzeichen für Verdienste um die Republik Österreich: Halsdekoration, entspricht einem Komturkreuz 1. Klasse
7. Großes Silbernes Ehrenzeichen für Verdienste um die Republik Österreich: Halsdekoration, entspricht einem Komturkreuz 2. Klasse
8. Großes Ehrenzeichen für Verdienste um die Republik Österreich: Steckkreuz, entspricht einem Offizierskreuz
9. Goldenes Ehrenzeichen für Verdienste um die Republik Österreich: Brustdekoration, entspricht einem Ritterkreuz 1. Klasse
10. Silbernes Ehrenzeichen für Verdienste um die Republik Österreich: Brustdekoration, entspricht einem Ritterkreuz 2. Klasse
11. Goldenes Verdienstzeichen der Republik Österreich: Brustdekoration, entspricht einem Verdienstkreuz 1. Klasse
12. Silbernes Verdienstzeichen der Republik Österreich: Brustdekoration, entspricht einem Verdienstkreuz 2. Klasse
13. Goldene Medaille für Verdienste um die Republik Österreich: Brustdekoration, entspricht einer Verdienstmedaille 1. Klasse
14. Silberne Medaille für Verdienste um die Republik Österreich: Brustdekoration, entspricht einer Verdienstmedaille 2. Klasse

Großes Silbernes Ehrenzeichen am Bande für Verdienste um die Republik Österreich, Ausführung für Herren mit Kreuz und Bruststern

Großes Goldenes Ehrenzeichen für Verdienste um die Republik Österreich, Damenausführung

Großes Silbernes Ehrenzeichen für Verdienste um die Republik Österreich, Herrenausführung

Die Bronzene Medaille für Verdienste um die Republik Österreich wurde nicht verliehen und zum 31. Dezember 2023 abgeschafft.

## Verleihungspraxis bei Beamten und Politikern
Der Groß-Stern ist ausschließlich Staatsoberhäuptern vorbehalten. Ausländischen Staatsoberhäuptern wird er mitunter im Rahmen von Staatsbesuchen verliehen.
Der österreichische Bundespräsident ist gemäß Art. II des Statuts für das Ehrenzeichen für Verdienste um die Republik Österreich i. V. m. § 1 Abs. 4 des Bundesgesetzes über die Schaffung von Ehrenzeichen für Verdienste um die Republik Österreich „mit dem Tag seiner Wahl auf Lebensdauer Besitzer des Großsternes des Ehrenzeichens für Verdienste um die Republik Österreich“.
Mit der Neufassung des Ehrenzeichengesetzes ab 2024, BGBl. I Nr. 132/2023, wurde der Zeitpunkt dahingehend verändert, dass der Bundespräsident mit dem Tag seiner Angelobung auf Lebensdauer Besitzer des Großstern des Ehrenzeichens ist.
Das Große Goldene Ehrenzeichen am Bande erhalten meist der Bundeskanzler, die Minister und der Nationalratspräsident, das Große Silberne Ehrenzeichen am Bande wird häufig an Staatssekretäre oder Landeshauptleute verliehen. Aus diesem Grund finden sich unter den Besitzern der höchsten Stufen des Ehrenzeichens überdurchschnittlich viele aktive und ehemalige Politiker. Die Dekoration am Bande ist auch für ausländische Botschafter üblich, gewöhnlich aus Anlass des Endes ihrer Mission in Österreich.
Leitende Beamte eines Ministeriums (z. B. Sektionschef) bzw. einer Landesregierung (z. B. Landesamtsdirektor) werden meist mit dem Großen Goldenen oder Silbernen Ehrenzeichen mit dem Stern sowie mit dem Großen Goldenen oder Silbernen Ehrenzeichen ausgezeichnet. Üblich ist es, an Abgeordnete zum Nationalrat nach zehnjähriger Amtszeit das Große Goldene Ehrenzeichen zu vergeben, auch an Nicht-Beamte werden solche Dekorationen verliehen, so erhielt z. B. der Architekt Hans Hollein zum 75. Geburtstag das Große Goldene Ehrenzeichen.
Das im unteren Mittelfeld rangierende Große Ehrenzeichen wird oft an Hofräte und Ministerialräte, meist zum 60. Geburtstag, verliehen, das Goldene Ehrenzeichen wird – zumeist aus ähnlichem Anlass – an höherrangige Beamte des gehobenen Dienstes verliehen, sofern diese nicht die Verleihung des Berufstitels Regierungsrat vorziehen oder seit der Verleihung eines solchen bereits mindestens fünf Jahre (sogen. „Interkalarfrist“) „verdienstvoll“ vergangen sind. Auch Künstler erhalten öfters diese Stufen der Auszeichnung.
Das am unteren Rande der Skala stehende Goldene Verdienstzeichen wird oft an Bürgermeister mittelgroßer oder kleiner Städte und Gemeinden sowie an Beamte im Fachdienst beim Übertritt in den Ruhestand verliehen, das Silberne Verdienstzeichen an Vizebürgermeister. Die Goldene Medaille wird etwa auch an Sport- oder Vereinsfunktionäre sowie Polizeiinspektoren beim Übertritt in den Ruhestand verliehen.
Abgeordnete zum Nationalrat oder Landtag erhalten das jeweilige Ehrenzeichen üblicherweise nach einer Zugehörigkeit von zehn Jahren.
Die Goldene Medaille kann ebenso wie die Silberne Medaille am roten Bande verliehen werden und fungiert dann als Lebensrettungsmedaille 1. bzw. 2. Klasse. Am 29. Oktober 2020 wurden historisch erstmals vier Vertreter der Justiz als Lebensretter mit der Goldenen Medaille am roten Bande ausgezeichnet, die von Justizministerin Alma Zadić in der Justizanstalt Wien-Mittersteig überreicht wurden. Die Silberne Medaille am Roten Bande ist seit Jahrzehnten nicht mehr verliehen worden.

### Beispiele

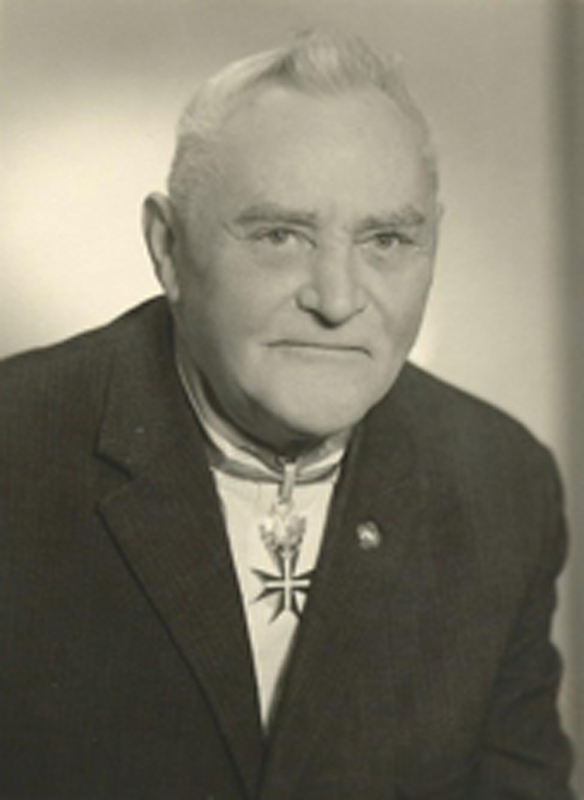
Leopold Radlmair mit dem Großen Silbernen Ehrenzeichen als Halsorden (1964)

Diese Aufstellung soll die Verleihungspraxis für das Ehrenzeichen für Verdienste um die Republik Österreich beispielhaft illustrieren. Wesentlich umfangreicher (wenn auch keineswegs vollständig) ist die Liste der Träger des Ehrenzeichens für Verdienste um die Republik Österreich.

#### Groß-Stern
- Elisabeth II., Königin des Vereinigten Königreichs
- Haile Selassie, Kaiser von Äthiopien
- Josip Broz Tito, Staatspräsident von Jugoslawien
- Schimon Peres, Staatspräsident von Israel

#### Großes Goldenes Ehrenzeichen am Bande
- Kofi Annan, UN-Generalsekretär
- Brigitte Bierlein, Juristin, erste österreichische Bundeskanzlerin
- Christoph Kardinal Schönborn, Erzbischof von Wien
- Angela Merkel, deutsche Bundeskanzlerin

#### Großes Silbernes Ehrenzeichen am Bande
- Gabi Burgstaller, Landeshauptfrau von Salzburg
- Michael Häupl, Bürgermeister von Wien
- Leopold Maderthaner, Politiker und Unternehmer
- Karl Otto Pöhl, Präsident der Deutschen Bundesbank

#### Großes Goldenes Ehrenzeichen mit dem Stern
- Erwin Kräutler, Bischof
- Robert Nünlist, Kommandant der Päpstlichen Schweizergarde
- Franz Olah, Politiker
- George Tabori, Künstler

#### Großes Silbernes Ehrenzeichen mit dem Stern
- Jörg Ziercke, Präsident des deutschen Bundeskriminalamtes
- Walter Homolka, Rabbiner
- Nicolas Hayek, Schweizerischer Unternehmer
- Kurt Gaßner, Nationalratsabgeordneter

#### Großes Goldenes Ehrenzeichen
- Karlheinz Böhm, Schauspieler
- Alfred Ebenbauer, Rektor
- Hans Hollein, Architekt
- Simon Wiesenthal, Publizist

#### Großes Silbernes Ehrenzeichen
- Gerd Albrecht, Dirigent
- Georg Ebert, Pianist
- Bonifaz Sellinger, Abt des Wiener Schottenstiftes
- Gottfried Schatz, Biochemiker

#### Großes Ehrenzeichen
- Peter Alexander, Schauspieler
- Udo Jürgens, Sänger
- Karl Schranz, Skiläufer
- Renée Schroeder, Wissenschaftlerin

#### Goldenes Ehrenzeichen
- Hansi Hinterseer, Schlagersänger
- Gerlinde Kaltenbrunner, Bergsteigerin
- Paul Hörbiger, Schauspieler
- Thaddaeus Ropac, Galerist

#### Silbernes Ehrenzeichen
- Manfred Ackermann, Politiker
- Hans Krankl, Fußballspieler
- Andreas P. Pittler, Schriftsteller
- Johann Hindler, Universitätsprofessor und Klarinettist der Wiener Philharmoniker

#### Goldenes Verdienstzeichen
- Thomas Brezina, Kinderbuchautor
- Leopold Engleitner, Zeitzeuge

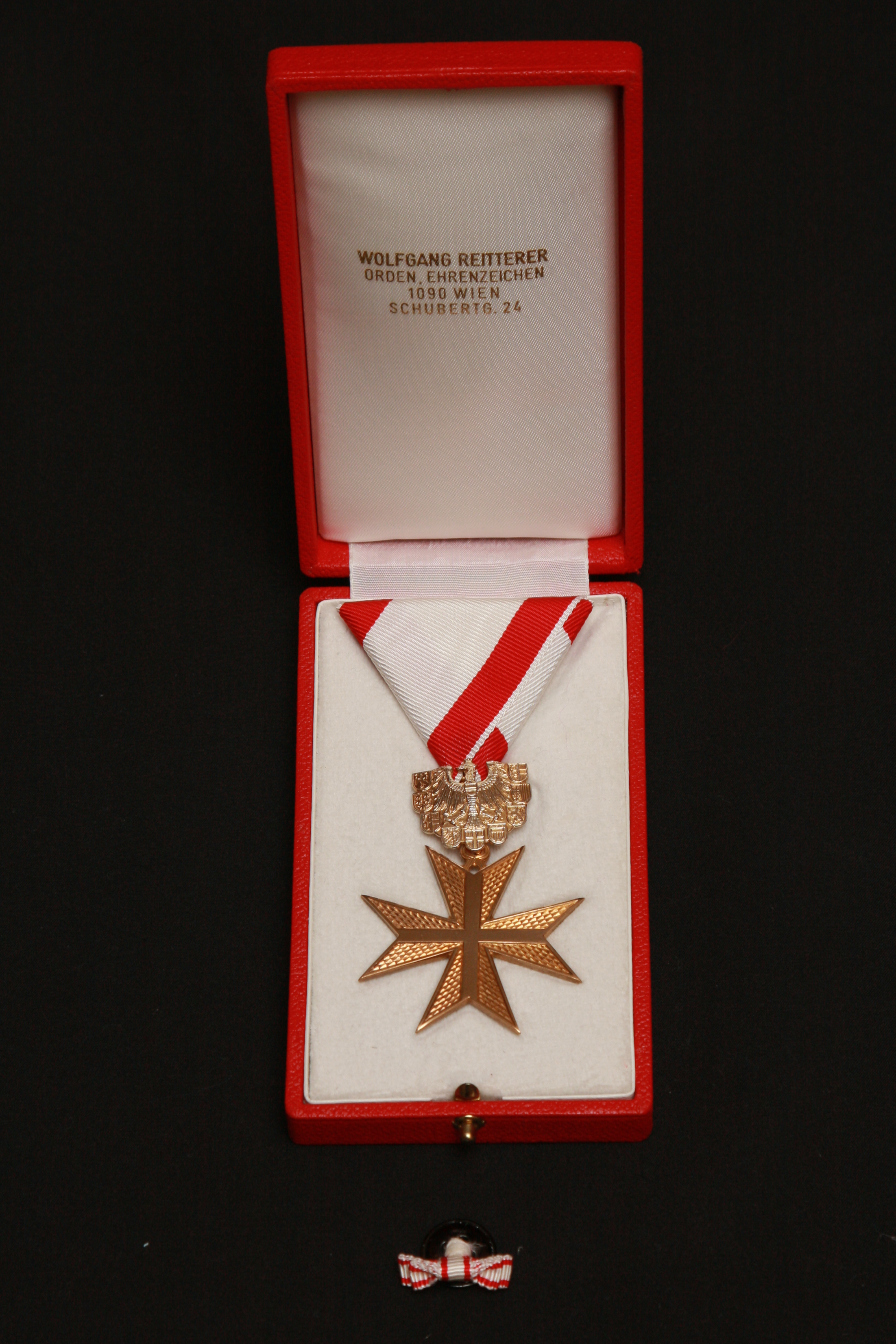
Goldenes Verdienstzeichen im Etui

- Franziska Jägerstätter, Witwe von Wehrdienstverweigerer Franz Jägerstätter
- Alexander J. Rüdiger, TV-Moderator

#### Silbernes Verdienstzeichen
- Sebastian Auer, Techniker und Erfinder
- Hans Schwanda, Alpinist und Buchautor
- Sepp Tezak, Kriminalbeamter sowie Eisenbahnhistoriker, -fotograf und -maler
- Adolf Tuma, Lithograph

#### Goldene Medaille
- Georg Hamann, Geiger und Bratschist
- Christian Illedits, Politiker
- Robert Lucas, Schriftsteller
- Werner Senn (am roten Bande für Lebensrettung[8]), Jurist und Leiter der österreichischen Flugpolizei

#### Silberne Medaille
- Ernst Haselwanter, Politiker
- Otto Pendl, Politiker (verliehen als Beamter der Justizwache)
- Ernest Windholz, Politiker (verliehen als Beamter der Zollwache)
- Ernst Winter, Bundesrat (verliehen als Beamter der Präsidentschaftskanzlei)

## Herstellung
Hergestellt wurden die einzelnen Stufen des Ehrenzeichens für Verdienste um die Republik Österreich lange Jahre von Anton Reitterer und dann von Wolfgang Reitterer in der Schubertgasse 26 im 9. Wiener Gemeindebezirk Alsergrund, inzwischen werden sie von der Firma Friedrich Orth in der Bürgerspitalgasse 8 im 6. Wiener Gemeindebezirk Mariahilf produziert.